# Likovne tehnike
Likovne tehnike su svi materijali i način na koji ih umetnik koristi pri umetničkom oblikovanju nekog likovnog dela.

## Crtačke tehnike
- Olovka
- Ugljen
- Pastel
- Tuš
- Bajc

## Grafičke tehnike
- Linorez
- Drvorez
- Bakrorez
- Bakropis
- Litografija
- Linogravura
- Akvatinta
- Mecotinta
- Suva igla
- Kolografija
- Karton
- Monotipija
- Sitoštampa
- Kompjuterska grafika

## Slikarske tehnike
- Pastel
- Akvarel
- Gvaš
- Tempera
- Akril
- Ulje
- Enkaustika
- Batik
- Freska
- Kolaž
- Mozaik
- Vitraž
- Tapiserija

## Vajarske tehnike
- Glina
- Gips
- Bronza
- Drvo
- Kamen
- Žica
- Staklo
- Metal
- Papir
- Kaširana papir-plastika (papir-maše)
- Plastika
- Kombinovana tehnika (razni materijali)

## Literatura
- Peić Matko (1991) Pristup likovnom djelu  86-03-00225-8
- Jovan Gligorijević, Zoran Aleksić (1999) Udžbenik likovne kulture za peti razred osnovne škole" BIGZ školstvo d.o.o